# Riviera dei Limoni
Con il termine Riviera dei Limoni ci si può riferire a:
- la costa ionica nei pressi di Acireale (CT);
- la costa e l'entroterra del lago di Garda comprende i comuni di Salò, Gardone Riviera, Toscolano Maderno, Gargnano, Tignale, Tremosine sul Garda, Limone sul Garda, Valvestino e Magasa (Brescia);
- la costa tirrenica nei pressi di Sorrento.

Tutte le riviere sono interessate dalla coltivazione più o meno intensiva del limone. L'agrume ne caratterizza gli scorci, la gastronomia e l'economia.